# Plantation Island
Plantation Island es un lugar designado por el censo ubicado en el condado de Collier en el estado estadounidense de Florida. En el Censo de 2010 tenía una población de 163 habitantes y una densidad poblacional de 107,95 personas por km².

## Geografía
Plantation Island se encuentra ubicado en las coordenadas 25°50′52″N 81°22′38″O / 25.84778, -81.37722. Según la Oficina del Censo de los Estados Unidos, Plantation Island tiene una superficie total de 1.51 km², de la cual 1.48 km² corresponden a tierra firme y (1.89%) 0.03 km² es agua.

## Demografía
Según el censo de 2010, había 163 personas residiendo en Plantation Island. La densidad de población era de 107,95 hab./km². De los 163 habitantes, Plantation Island estaba compuesto por el 98.16% blancos, el 1.23% eran afroamericanos, el 0.61% eran amerindios, el 0% eran asiáticos, el 0% eran isleños del Pacífico, el 0% eran de otras razas y el 0% pertenecían a dos o más razas. Del total de la población el 3.07% eran hispanos o latinos de cualquier raza.